# 艾倫·達迪約克
艾倫·達迪約克（土耳其語：Eren Derdiyok；1988年6月12日—），是一名瑞士足球运动员，司职前鋒，目前效力土超球队加拉塔沙雷。

## 球會生涯
身高6尺3吋的達迪約克是一個力量型前鋒，需要時他也可以出任一個中後衛。2005-06賽季，他在BSC Old Boys開始他的職業生涯。在這個賽季中，他僅出場18次便射入10球。巴素利開始注意到他的進球能力，並在2006年他18歲時已將他收歸旗下。在2006-07賽季，達迪約克主要擔任替補。他共上陣約220分鐘的比賽，但只有一場打足90分鐘。對於達迪約克來說，2007-08賽季是讓他大放異彩的一季。在巴素利的主力陣容內，2008年3月2日聯賽客場對圖恩時，達迪約克射入了他第一個帽子戲法。2008年4月6日，他贏得了他的第一個冠軍──瑞士杯。2008年6月29日，據英國媒體報導，他在與紐卡素的代表進行會談。然而，最後也不了了之。2008年8月27日，他在聖雅各布公園球場攻入致勝一球助巴素利以2-1擊敗甘馬雷斯，使巴素利成功晉身歐洲聯賽冠軍盃。此外，在歐洲聯賽冠軍盃中，達迪約克在魯營球場對巴塞隆拿的賽事裡射入一球，協助巴素利取得第一分(1:1)。2009年5月28日，他與利華古遜簽署了一份至2013年6月30日的四年合同。
2009年7月31日，達迪約克在德國超級盃中出賽，這也是他在德國的首次亮相。在對巴比斯堡的比賽中，達迪約克在67分鐘攻入致勝一球，協助球隊小勝1-0。

## 國際賽生涯
2008年2月6日，達迪約克在溫布萊球場首次為國家隊上陣。在這場對英格蘭的賽事中，他於下半場替補出場。他第一次觸球就助球隊扳平，但最終敗2-1。同年，他以19歲之齡成為歐國盃中最年輕的球員。

## 生涯表現
| 球會         | 球季  | 合共比賽 | 合共比賽 | 合共比賽     | 合共比賽 | 合共比賽 |
| 球會         | 球季  | 上陣     | 分鐘     | 平均每場分鐘 | 入球     | 助攻     |
| ------------ | ----- | -------- | -------- | ------------ | -------- | -------- |
| BSC Old Boys | 05-06 | 18       | 1024'    | 56.9'        | 10       | 4        |
| 巴素利U21    | 06-07 | 17       | 1101'    | 64.8'        | 10       | 5        |
| 巴素利       | 06-07 | 8        | 220'     | 27.5'        | 1        | 0        |
| 巴素利       | 07-08 | 36       | 1914'    | 53.1'        | 10       | 6        |
| 巴素利       | 08-09 | 17       | 1183'    | 69.6'        | 6        | 5        |
| 球會合共     |       | 96       | 5442'    | 56.7'        | 37       | 20       |
| 國家隊       |       |          |          |              |          |          |
| 瑞士U19      | 06-07 | 7        | 464'     | 66.2'        | 7        | 2        |
| 瑞士U21      | 2007- | 5        | 433'     | 86.6'        | 7        | 1        |
| 瑞士         | 2008- | 8        | 337'     | 42.1'        | 1        | 3        |
| 國際賽合共   |       | 20       | 1234'    | 61.7'        | 15       | 6        |
| 生涯合計     |       | 116      | 6676'    | 57.6'        | 52       | 26       |

## 榮譽

### 球隊獎項

#### 巴素利
- 瑞士盃: 2008
- 瑞士超級足球聯賽: 2008
- Uhren Cup: 2008

### 個人獎項

#### 巴素利
- 2007/08年度瑞超最佳年青球員

## 連結
- Profile at FC Basel （德文）
- Profile at Swiss Football League Website （页面存档备份，存于） （德文）